# Ducado de Aliaga
El ducado de Aliaga es un título nobiliario español creado el 10 de octubre de 1487 por Fernando II " El Católico" de Aragón a favor de Juan Fernández de Híjar y Cabrera, por elevación a ducado del condado de Aliaga, que a él mismo le había concedido el 31 de diciembre de 1465, su padre el rey Juan II de Aragón.  El 9 de septiembre de 1599, el rey Felipe III, concedió la Grandeza de España al II duque de Aliaga.
Este condado de Aliaga, junto con el señorío de Castellote, le fue concedido a Juan Fernández de Híjar y Cabrera, por Juan II de Aragón, en compensación y señal de perdón, ya que había combatido contra él, poniéndose a favor del príncipe Carlos de Viana, hijo de Juan II de Aragón y de su primera mujer, en la guerra que este príncipe sostuvo contra su padre.
En su origen, la denominación era «ducado de Aliaga y Castellot», que acabó simplificándose, con el devenir de los tiempos, en «ducado de Aliaga».
Juan Fernández de Híjar y Cabrera era hijo de Juan Fernández de Híjar, VI señor de la baronía de Híjar y I señor de Lécera (este señorío fue adquirido por compra), y de su segunda esposa, Timbor de Cabrera, hija de Bernardo de Cabrera, I conde de Módica, XXIV vizconde de Cabrera, XXVI vizconde de Bas y II vizconde de Osona.
Su denominación hace referencia al municipio de Aliaga, en la provincia de Teruel

## Duques de Aliaga

Escudo del municipio de Aliaga, provincia de Teruel

|                                    | Titular                                                            | Periodo             |
| ---------------------------------- | ------------------------------------------------------------------ | ------------------- |
| Creación por Fernando "El Católico |                                                                    |                     |
| I                                  | Juan Fernández de Híjar y Cabrera                                  | 1487-1491           |
| II                                 | Juan Francisco Cristóbal Fernández de Híjar y Fernández de Heredia | 1491-1614           |
| III                                | Estefanía Fernández de Híjar y Castro-Pinós                        | 1614-1620           |
| IV                                 | Isabel Margarita Fernández de Híjar y Castro-Pinós                 | 1620-1642           |
| V                                  | Jaime Francisco Saarmiento de Silva y Fernández de Híjar           | 1642-1700           |
| VI                                 | Juana Petronila de Silva y Aragón Fernández de Híjar y Pignatelli  | 1700-1710           |
| VII                                | Isidro Francisco Fernández de Híjar y Portugal Silva               | 1710-1749           |
| VIII                               | Joaquín Diego Fernández de Híjar y Portocarrero                    | 1749-1758           |
| IX                                 | Pedro de Alcántara Fernández de Híjar y Abarca de Bolea            | 1758-1784           |
| X                                  | Agustín Pedro de Silva y Palafox                                   | 1784-1817           |
| XI                                 | María Francisca Javiera de Silva y Fitz-James Stuart               | 1817-1818           |
| XII                                | José Rafael Fadrique de Silva Fernández de Híjar y Palafox         | 1818-1863           |
| XIII                               | Andrés Avelino de Silva y Fernández de Córdoba                     | 1864-1885           |
| XIV                                | Alfonso de Silva y Fernández de Córdoba                            | 1898-1954           |
| XV                                 | Alfonso Martínez de Irujo y Fitz-James Stuart                      | 1954-2015           |
| XVI                                | Luis Martínez de Irujo y Hohenlohe-Langenburg                      | 2015-actual titular |

## Historia de los duques de Aliaga

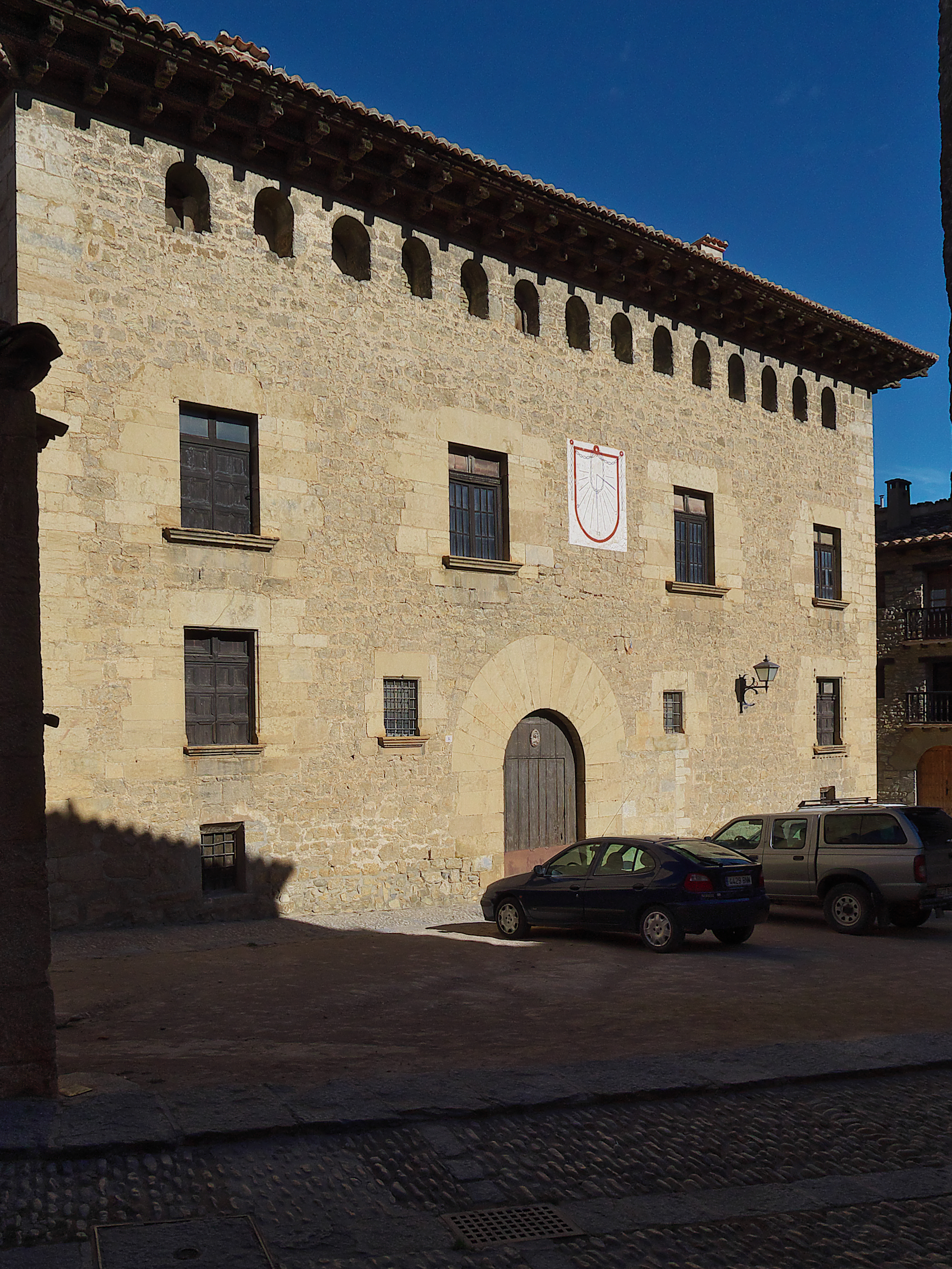
Casa Aliaga, Mirambel

- Juan Fernández de Híjar y Cabrera (1419-17 de septiembre de 1491), I duque de Aliaga,[2][3] I duque de Híjar,[3] I duque de Lécera y embajador en Roma.[3]

Casó el 19 de agosto de 1436 con Catalina de Beaumont, hija de Carlos de Beaumont y Navarra, condestable de Navarra. Le sucedió su bisnieto, hijo de Luis Fernández de Híjar y Ramírez de Arellano, III señor de Aliaga, III conde de Belchite, IV señor de Lécera y IX barón de Castelnou (m. 20 de enero de 1554) —hijo de Luis Fernández de Híjar y Enríquez de Guzmán, fallecido en 1509 antes que su padre, II conde de Belchite y de Isabel Ramírez de Arellano y Mendoza—, y de su segunda esposa, Hipólita Fernández de Heredia y Cuevas.
- Juan Francisco Cristóbal Fernández de Híjar y Fernández de Heredia (1552-13 de abril de 1614), II duque de Aliaga,[2][3] II duque de Híjar,[4][5] II duque de Lécera,[5][2] V conde de Belchite.[5]

Casó, en primeras nupcias con Ana de la Cerda y Mendoza, II condesa de Galve (m. 11 de enero de 1596), hija de Baltasar de la Cerda y Mendoza, I conde de Galve, y de Jerónima de Mendoza. En segundas nupcias, casó en 1596 con Francisca de Castro-Pinós (m. 1663), III condesa de Vallfogona, II condesa de Guimerá, III vizcondesa de Alquerforadat, XIII vizcondesa de Évol, XIV vizcondesa de Illa, XV vizcondesa de Canet y vizcondesa de Bolaner. Sucedió su hija del segundo matrimonio:
- Estefanía Fernández de Híjar y Castro-Pinós (m. 1620), III duquesa de Aliaga,[6][2] III duquesa de Híjar,[4][6] VIII condesa de Belchite,[6] III duquesa de Lécera[6] y VI señora de Castellot. Sin descendencia, sucedió su hermana:

- Isabel Margarita Fernández de Híjar y Castro-Pinós (1603-1642)), IV duquesa de Aliaga,[2][6] IV duquesa de Híjar,[6] IV duquesa de Lécera[6][8] y IX condesa de Belchite.[6][a]

Casó en 1622 con Rodrigo Sarmiento de Silva y Villandrado, VIII conde de Salinas, II marqués de Alenquer, VIII conde de Ribadeo, hijo de Diego de Silva y Mendoza, duque de Francavilla, I marqués de Alenquer, y de su mujer Marina Sarmiento de Villandrado y Ulloa, VII condesa de Salinas, VII condesa de Ribadeo. Le sucedió su hijo:
- Jaime Francisco Sarmiento de Silva y Fernández de Híjar (1625-25 de febrero de 1700), V duque de Aliaga,[2][6] V duque de Híjar,[6][4] IX conde de Salinas,[6] IX conde de Ribadeo,[6] IV conde de Vallfogona,[6] III conde de Guimerá,[6] XIV vizconde de Évol,[6] XVI de Canet,[6] XV vizconde de Illa,[6]  IV vizconde de Alquerforadat y virrey de Aragón.[6]

Casó, en primeras nupcias en 1654, con Ana Enríquez de Almansa de la Cueva, hija de Juan Enríquez de Borja y Almansa, VIII marqués de Alcañices y II marqués de Santiago de Oropesa, y de su mujer Ana Enríquez de la Cueva. En segundas nupcias, casó con Mariana Pignatelli de Aragón, hija de Ettore IV Pignatelli, II príncipe di Noia, VI marqués de Cerchiari, VI duque Monteleone etc., y de Giovana Tagliavia de Aragón, V princesa de Castelvetrano, V duquesa de Terranova etc. En terceras nupcias casó en 1682 con Antonia Pimentel y Benavides, hija de Antonio Pimentel de Herrera y Zúñiga, XI conde y VIII duque de Benavente, XI conde de Mayorga, IX conde de Luna, y de su primera mujer Isabel Francisca de Benavides y de la Cueva, III marquesa de Jabalquinto. Le sucedió, de su segundo matrimonio, su hija:
- Juana Petronila de Silva y Aragón Fernández de Híjar y Pignatelli (1666-1710), VI duquesa de Aliaga,[2][6] VI duquesa de Híjar,[6][4] V condesa de Vallfogona,[6] IV condesa de Guimerá,[6] X condesa de Salinas,[6]  XII condesa de Ribadeo[6] V vizcondesa de Alquerforadat, XV condesa de Évol, XVI vizcondesa de Illa, XVII vizcondesa de Canet, dama de la reina María de Orleans.[6]

Casó en primeras nupcias el 5 de diciembre de 1688 con su sobrino Fadrique de Silva Portocarrero y Lancaster, IV marqués de Orani, Contrajo un segundo matrimonio en 1701 con Fernando Pignatelli y Brancia, III príncipe de Montecorvino, y I duque de Santo Mauro. Le sucedió, de su primer matrimonio, su hijo:
- Isidro Francisco Fernández de Híjar y Portugal Silva (Madrid, 8 de julio de 1690-Zaragoza, 9 de marzo de 1749), VII duque de Aliaga,[9][2] VII duque de Híjar,[9] V marqués de Orani,[9] VI conde de Vallfogona,[9] V conde de Guimerá,[9] XI} conde de Salinas,[9] XIII conde de Ribadeo,[9] XVII vizconde de Illa,[9] XVIII vizconde de Canet,[9] VI vizconde de Alquerforadat[9] XVI vizconde de Évol,[9] adelantado mayor de la mar océano, prestamero mayor de Castilla, capitán general de Cantabria, alcaide mayor de Vitoria y de Miranda de Ebro, etc.[9]

Casó en primeras nupcias el 24 de octubre de 1711, en Valladolid, con Luisa de Moncada y Benavides, hija de Guillén Ramón de Moncada y Portocarrero, VI marqués de Aytona, marqués de Villareal, conde de Medellín, duque de Camiña, conde de Osona, vizconde de Cabrera, de Bas, y de su mujer María Ana de Benavides y Aragón. Sin descendientes de este matrimonio. El 24 de marzo de 1717 contrajo un segundo matrimonio con Prudencia Feliche Portocarrero y Funes de Villalpando, hija de Cristóbal Portocarrero Osorio Luna y Guzmán, IV conde del Montijo, III conde de Fuentidueña, XIII marqués de la Algaba, IVmarqués de Valderrábano, IX marqués de Ardales, y de su tercera mujer María Regalada de Villalpando, XIV marquesa de Osera y marquesa de Ugena. Le sucedió, de su segundo matrimonio:
- Joaquín Diego Fernández de Híjar y Portocarrero (Madrid, 6 de julio de 1721-25 de diciembre de 1758), VIII duque de Aliaga,[9][2]  VIII duque de Híjar,[4] XII duque de Lécera,[8][9] XIV conde de Ribadeo,[10] VII conde de Vallfogona,[9][10] VI marqués de Orani,[9] VI conde de Guimerá,[9][10] XVII conde de Belchite,[9]  XII conde de Salinas,[9] XII marqués de Montesclaros, IX conde de Palma del Río, vizconde de Illa, de Canet, de Alquerforadat, de Ansovell y XVI vizconde de Évol.[9]

Casó el 20 de marzo de 1739 con María Engracia Abarca de Bolea y Pons de Mendoza, VI duquesa de Bournonville, IV marquesa de Vilanant, III condesa de Robres VI vizcondesa de Joch y baronesa de Sangarrén y Orcau, Le sucedió su único hijo:
- Pedro de Alcántara Fernández de Híjar y Abarca de Bolea (Villarrubia de los Ojos, 25 de noviembre de 1741-Madrid, 23 de febrero de 1808), IX duque de Aliaga,[2] V duque de Bournonville,[4] XIII duque de Lécera,[8] IX duque de Híjar,[4] XV conde de Ribadeo,[9] VIII conde de Vallfogona,[9] V duque de Almazán,[9] VII marqués de Orani,[9] VII conde de Guimerá,[9] XIII conde de Salinas,[9] IX marqués de Almenara,[9] XIII marqués de Montesclaros, V marqués de Rupit,[11] X conde de Palma del Río, XV conde de Belchite, XVII vizconde de Ebol, vizconde de Illa, de Canet, de Alquerforadat, de Ansovell, IX conde de Aranda, VI marqués de Torres de Aragón, VI marqués de Vilanant,[9] IX conde de Castellflorit. Era hijo de Joaquín Diego de Silva Fernández de Híjar, duque de Híjar, VIII duque de Aliaga, XII conde de Salinas, XIV conde de Ribadeo, VI marqués de Orani, etc., y de María Engracia Abarca de Bolea y Pons de Mendoza.[9]

Casó el 16 de julio de 1761 con Rafaela de Palafox y Croy d'Havré y Centurión, hija de Joaquín Felipe de Palafox y Centurión, IX marqués de La Guardia, IX marqués de Guadalest, VI marqués de Armunia, VI marqués de Ariza, IV conde de Santa Eufemia y de su segunda esposa, María Ana Carlota de Croy d'Havré y Lanti de la Róvere. Le sucedió su hijo:
- Agustín Pedro de Silva Fernández de Híjar y Palafox (1873-12 de diciembre de 1817), X duque de Aliaga,[2] VI duque de Bournonville,[13] XIV duque de Lécera,[8] X duque de Híjar,[2] XVI conde de Ribadeo,[14] IX conde de Vallfogona,[14] VI duque de Almazán,[14] marqués de Almenara, XIV marqués de Montesclaros, XI conde de Palma del Río,[14] XIX conde de Belchite,[14] XIV conde de Salinas,[14] VIII conde de Guimerá,[14] XII conde de Aranda,[14] VI marqués de Rupit,[14] VII marqués de Torres de Aragón, VII marqués de Vilanant,[14] X conde de Castellflorit, XVIII vizconde de Ebol, vizconde de Illa, de Canet, de Alquerforadat y de Ansovell, académico de número de la Real Academia Española, gentilhombre de cámara con ejercicio y servidumbre, caballero de la Orden del Toisón de Oro y gran cruz de Carlos III.[14]

Casó el 24 de enero de 1790, en Madrid, con María Fernanda Fitz-James Stuart y Stölberg, hija de Carlos Bernardo Fitz-James Stuart y Silva, XI marqués de la Jamaica, IV duque de Berwick, IV duque de Liria y Jérica, XI duque de Veragua, X duque de la Vega de la Isla de Santo Domingo, VI marqués de Tarazona, V marqués de San Leonardo, marqués de la Mota, XIII conde de Gelves, VIII conde de Ayala, XII conde de Monterrey, y de Carolina Augusta zu Stolberg-Gedern, princesa de Hornes. Le sucedió su hija:
- María Francisca Javiera de Silva y Fitz-James Stuart (1795-26 de septiembre de 1818), XI duquesa de Aliaga,[15] VII duquesa de Bournonville,[13] XV duquesa de Lécera,[8] XI duquesa de Híjar,[2] XVII condesa de Ribadeo,[14] X condesa de Vallfogona,[14] VII duquesa de Almazán,[14] VIII marquesa de Orani, marquesa de Almenara, XV marquesa de Montesclaros, XII condesa de Palma del Río, XX condesa de Belchite,[14] XV condesa de Salinas,[14] IX condesa de Guimerá,[14] XIII condesa de Aranda,[14] XI conde de Castellflorit, VII marquesa de Rupit,[14] VIII marquesa de Torres de Aragón, VIII marquesa de Vilanant,[14] XIX vizcondesa de Ebol, vizcondesa de Illa, de Canet, de Alquerforadat y de Ansovell.

Murió soltera sin descendientes. Le sucedió el hermano de su padre, su tío carnal:
- José Rafael Fadrique de Silva Fernández de Híjar y Palafox (Madrid, 29 de marzo de 1776-Madrid, 16 de septiembre de 1863), XII duque de Aliaga,[8] VIII duque de Bournonville,[13] XVI duque de Lécera,[8] XII duque de Híjar,[2] XVIII conde de Ribadeo,[14] XI conde de Vallfogona,[14] VIII duque de Almazán,[14] VIII marqués de Orani,[14] VIII marqués de Rupit,[14]  marqués de Almenara, XVI marqués de Montesclaros, XIII conde de Palma del Río, XXI conde de Belchite,[14]  XVI conde de Salinas,[14]  X conde de Guimerá,[14]  XIV conde de Aranda,[14]  XII conde de Castellflorit, IX marqués de Torres de Aragón, IX marqués de Vilanant,[14] XI vizconde de Alquerforadat,[14]  XX vizconde de Ebol, Sumiller de Corps de los reyes Fernando VII e Isabel II, caballero de la Orden del Toisón de Oro, Orden de Carlos III|gran cruz de Carlos III y senador.[14]

Casó el 9 de agosto de 1801, en Madrid, con Juana Nepomucena Fernández de Córdoba Villarroel y Spínola de la Cerda, VIII condesa de Salvatierra, VII marquesa del Sobroso, marquesa de Loriana, marquesa de Baides, X marquesa de Jódar, marquesa de la Puebla de Ovando, VI marquesa de Valero, VII marquesa de San Vicente del Barco, VII marquesa de Fuentehoyuelo, vizcondesa de Villatoquite, hija de José Fernández de Córdoba Sarmiento de Sotomayor, VII conde de Salvatierra, V marqués de Valero, IX marqués de Baides, IX marqués de Jódar, etc., y de su segunda esposa, María Antonia Fernández de Villarroel y Villacís Vargas y Manrique.  Le sucedió su segundogénito:
- Andrés Avelino de Silva y Fernández de Córdoba (Madrid, 28 de noviembre de 1806-18 de enero de 1885), XIII duque de Aliaga,[8][14] XIV conde de Palma del Río[14] y caballero de la Real Maestranza de Caballería de Sevilla.

Casó el 22 de febrero de 1843, en Madrid, con María Isabel Carolina de Campbell y Vicent. Le sucedió su nieto, hijo de Alfonso de Silva y Campbell, XXI conde de Ribadeo, XVI conde de Palma del Río, XIV marqués de Almenara, y de su esposa María del Dulce Nombre Fernández de Córdoba y Pérez de Barradas:
- Alfonso de Silva y Fernández de Córdoba (1877-1955), XIV duque de Aliaga,[8][17] XVI duque de Híjar,[17] XVII conde de Palma del Río,[17] IX marqués de San Vicente del Barco,[17] XVII conde de Aranda,[17] XI conde de Salvatierra,[17] XV marqués de Almenara,[17] XXII conde de Ribadeo,[17] caballero de la Orden de Calatrava y maestrante de Sevilla.[17]

Casó  el 8 de febrero de 1899, en Madrid, con María del Rosario Gurtubay y González de Castejón, dama de la reina Victoria Eugenia de España. Le sucedió su bisnieto, hijo de Luis Martínez de Irujo y Artázcoz y de Cayetana Fitz-James Stuart, duquesa de Alba.
- Alfonso Martínez de Irujo y Fitz-James Stuart, XV duque de Aliaga (en 1954 por cesión de su bisabuelo, el XIV duque de Aliaga),[18][19][8] XVIII duque de Híjar,[19] XVI marqués de Orani,[19] XVII marqués de Almenara,[19] XIX conde de Aranda,[19] XXIV conde de Ribadeo,[19] XIV conde de Guimerá,[19] XIX conde de Palma del Río.[19]

Casó el 4 de junio de 1977, en Marbella, con la princesa María de la Santísima Trinidad de Hohenlohe-Langenburg. Divorciados. En 2015, le sucede el hijo primogénito de ambos al que cedió el título:
- Luis Martínez de Irujo y Hohenlohe-Langenburg, XVI duque de Aliaga,[19][20]

Casó el 1 de octubre de 2016, en el palacio de Liria, con Adriana Marín Huarte.

## Árbol genealógico
| \| \| \| \| \| \| \| \| \| Juan Fernández de Híjar, i duque de Híjar, i duque de Aliaga (1419-1493) \| \| \| \| \| \| \| \| \| \| \| \| \| \| \| \| \| \| \| \| \| \| \| \| \| \| \| \| \| \| \| \| \| \| \| \| \| \| \| \| \| \| \| \| \| \| \| \| \| \| \| \| \| \| \| \| \| \| \| \| \| \| \| \| \| \| \| \| \| \| \| \| \| \| \| \| \| \| \| \| \| \| \| \| \| \| Luis Fernández de Híjar, viii señor de Híjar, ii duque de Aliaga († 1517) \| \| \| \| \| \| \| \| \| \| \| \| \| \| \| \| \| \| \| \| \| \| \| \| \| \| \| \| \| \| \| \| \| \| \| \| \| \| \| \| \| \| \| \| \| \| \| \| \| \| \| \| \| \| \| \| \| \| \| \| \| \| \| \| \| \| \| \| \| \| \| \| \| \| \| \| \| \| \| \| \| \| \| \| \| \| Luis Fernández de Híjar, ii conde de Belchite († 1509) \| \| \| \| \| \| \| \| \| \| \| \| \| \| \| \| \| \| \| \| \| \| \| \| \| \| \| \| \| \| \| \| \| \| \| \| \| \| \| \| \| \| \| \| \| \| \| \| \| \| \| \| \| \| \| \| \| \| \| \| \| \| \| \| \| \| \| \| \| \| \| \| \| \| \| \| \| \| \| \| \| \| \| \| \| \| Luis Fernández de Híjar, ix señor de Híjar, iii duque de Aliaga (1517-1554) \| \| \| \| \| \| \| \| \| \| \| \| \| \| \| \| \| \| \| \| \| \| \| \| \| \| \| \| \| \| \| \| \| \| \| \| \| \| \| \| \| \| \| \| \| \| \| \| \| \| \| \| \| \| \| \| \| \| \| \| \| \| \| \| \| \| \| \| \| \| \| \| \| \| \| \| \| \| \| \| \| \| \| \| \| \| Juan Francisco Fernández de Híjar, ii duque de Híjar, iv duque de Aliaga (1552-1614) \| \| \| \| \| \| \| \| \| \| \| \| \| \| \| \| \| \| \| \| \| \| \| \| \| \| \| \| \| \| \| \| \| \| \| \| \| \| \| \| \| \| \| \| \| \| \| \| \| \| \| \| \| \| \| \| \| \| \| \| \| \| \| \| \| \| \| \| \| \| \| \| \| \| \| \| \| \| \| \| \| \| \| \| \| \| Isabel Margarita Fernández de Híjar, iii duquesa de Híjar, v duquesa de Aliaga (1603-1642) \| \| \| \| \| \| \| \| \| \| \| \| \| \| \| \| \| \| \| \| \| \| \| \| \| \| \| \| \| \| \| \| \| \| \| \| \| \| \| \| \| \| \| \| \| \| \| \| \| \| \| \| \| \| \| \| \| \| \| \| \| \| \| \| \| \| \| \| \| \| \| \| \| \| \| \| \| \| \| \| \| \| \| \| \| \| Jaime Francisco Fernández de Hijar, iv duque de Híjar, vi duque de Aliaga (1625-1700) \| \| \| \| \| \| \| \| \| \| \| \| \| \| \| \| \| \| \| \| \| \| \| \| \| \| \| \| \| \| \| \| \| \| \| \| \| \| \| \| \| \| \| \| \| \| \| \| \| \| \| \| \| \| \| \| \| \| \| \| \| \| \| \| \| \| \| \| \| \| \| \| \| \| \| \| \| \| \| \| \| \| \| \| \| \| Juana Petronila de Silva, v duquesa de Híjar, vii duquesa de Aliaga (1669-1710) \| \| \| \| \| \| \| \| \| \| \| \| \| \| \| \| \| \| \| \| \| \| \| \| \| \| \| \| \| \| \| \| \| \| \| \| \| \| \| \| \| \| \| \| \| \| \| \| \| \| \| \| \| \| \| \| \| \| \| \| \| \| \| \| \| \| \| \| \| \| \| \| \| \| \| \| \| \| \| \| \| \| \| \| \| \| Isidoro Francisco Fernández de Híjar, vi duque de Híjar, viii duque de Aliaga (1690-1749) \| \| \| \| \| \| \| \| \| \| \| \| \| \| \| \| \| \| \| \| \| \| \| \| \| \| \| \| \| \| \| \| \| \| \| \| \| \| \| \| \| \| \| \| \| \| \| \| \| \| \| \| \| \| \| \| \| \| \| \| \| \| \| \| \| \| \| \| \| \| \| \| \| \| \| \| \| \| \| \| \| \| \| \| \| \| Joaquín Diego de Silva, vii duque de Híjar, ix duque de Aliaga (1721-1758) \| \| \| \| \| \| \| \| \| \| \| \| \| \| \| \| \| \| \| \| \| \| \| \| \| \| \| \| \| \| \| \| \| \| \| \| \| \| \| \| \| \| \| \| \| \| \| \| \| \| \| \| \| \| \| \| \| \| \| \| \| \| \| \| \| \| \| \| \| \| \| \| \| \| \| \| \| \| \| \| \| \| \| \| \| \| Pedro de Alcántara Fernández de Híjar, viii duque de Híjar, x duque de Aliaga (1741-1808) \| \| \| \| \| \| \| \| \| \| \| \| \| \| \| \| \| \| \| \| \| \| \| \| \| \| \| \| \| \| \| \| \| \| \| \| \| \| \| \| \| \| \| \| \| \| \| \| \| \| \| \| \| \| \| \| \| \| \| \| \| \| \| \| \| \| \| \| \| \| \| \| \| \| \| \| \| \| \| \| \| \| \| \| \| \| \| \| \| \| \| \| \| \| \| \| \| \| \| \| \| \| \| \| \| \| \| \| \| \| \| \| \| \| \| \| \| \| \| \| \| Agustín de Silva, ix duque de Híjar, xi duque de Aliaga (1773-1817) \| Agustín de Silva, ix duque de Híjar, xi duque de Aliaga (1773-1817) \| Agustín de Silva, ix duque de Híjar, xi duque de Aliaga (1773-1817) \| Agustín de Silva, ix duque de Híjar, xi duque de Aliaga (1773-1817) \| Agustín de Silva, ix duque de Híjar, xi duque de Aliaga (1773-1817) \| Agustín de Silva, ix duque de Híjar, xi duque de Aliaga (1773-1817) \| \| \| José Rafael de Silva, xi duque de Híjar, xiii duque de Aliaga (1776-1863) \| José Rafael de Silva, xi duque de Híjar, xiii duque de Aliaga (1776-1863) \| José Rafael de Silva, xi duque de Híjar, xiii duque de Aliaga (1776-1863) \| José Rafael de Silva, xi duque de Híjar, xiii duque de Aliaga (1776-1863) \| José Rafael de Silva, xi duque de Híjar, xiii duque de Aliaga (1776-1863) \| José Rafael de Silva, xi duque de Híjar, xiii duque de Aliaga (1776-1863) \| \| \| \| \| \| \| \| \| \| \| \| \| \| \| \| \| \| \| \| \| \| \| \| \| \| \| \| \| \| Agustín de Silva, ix duque de Híjar, xi duque de Aliaga (1773-1817) \| Agustín de Silva, ix duque de Híjar, xi duque de Aliaga (1773-1817) \| Agustín de Silva, ix duque de Híjar, xi duque de Aliaga (1773-1817) \| Agustín de Silva, ix duque de Híjar, xi duque de Aliaga (1773-1817) \| Agustín de Silva, ix duque de Híjar, xi duque de Aliaga (1773-1817) \| Agustín de Silva, ix duque de Híjar, xi duque de Aliaga (1773-1817) \| \| \| José Rafael de Silva, xi duque de Híjar, xiii duque de Aliaga (1776-1863) \| José Rafael de Silva, xi duque de Híjar, xiii duque de Aliaga (1776-1863) \| José Rafael de Silva, xi duque de Híjar, xiii duque de Aliaga (1776-1863) \| José Rafael de Silva, xi duque de Híjar, xiii duque de Aliaga (1776-1863) \| José Rafael de Silva, xi duque de Híjar, xiii duque de Aliaga (1776-1863) \| José Rafael de Silva, xi duque de Híjar, xiii duque de Aliaga (1776-1863) \| \| \| \| \| \| \| \| \| \| \| \| \| \| \| \| \| \| \| \| \| \| \| \| \| \| \| \| \| \| \| \| \| \| \| \| \| \| \| \| \| \| \| \| \| \| \| \| \| \| \| \| \| \| \| \| \| \| \| \| \| \| \| \| \| \| \| \| \| \| \| \| \| Francisca Javiera de Silva, x duquesa de Híjar, xii duquesa de Aliaga (1795-1818) \| Francisca Javiera de Silva, x duquesa de Híjar, xii duquesa de Aliaga (1795-1818) \| Francisca Javiera de Silva, x duquesa de Híjar, xii duquesa de Aliaga (1795-1818) \| Francisca Javiera de Silva, x duquesa de Híjar, xii duquesa de Aliaga (1795-1818) \| Francisca Javiera de Silva, x duquesa de Híjar, xii duquesa de Aliaga (1795-1818) \| Francisca Javiera de Silva, x duquesa de Híjar, xii duquesa de Aliaga (1795-1818) \| \| \| Cayetano de Silva, xii duque de Híjar (1805-1865) \| Cayetano de Silva, xii duque de Híjar (1805-1865) \| Cayetano de Silva, xii duque de Híjar (1805-1865) \| Cayetano de Silva, xii duque de Híjar (1805-1865) \| Cayetano de Silva, xii duque de Híjar (1805-1865) \| Cayetano de Silva, xii duque de Híjar (1805-1865) \| \| \| Andrés Avelino de Silva, xiv duque de Aliaga (1806-1885) \| Andrés Avelino de Silva, xiv duque de Aliaga (1806-1885) \| Andrés Avelino de Silva, xiv duque de Aliaga (1806-1885) \| Andrés Avelino de Silva, xiv duque de Aliaga (1806-1885) \| Andrés Avelino de Silva, xiv duque de Aliaga (1806-1885) \| Andrés Avelino de Silva, xiv duque de Aliaga (1806-1885) \| \| \| \| \| \| \| \| \| \| \| \| \| \| \| \| \| \| \| \| \| \| Francisca Javiera de Silva, x duquesa de Híjar, xii duquesa de Aliaga (1795-1818) \| Francisca Javiera de Silva, x duquesa de Híjar, xii duquesa de Aliaga (1795-1818) \| Francisca Javiera de Silva, x duquesa de Híjar, xii duquesa de Aliaga (1795-1818) \| Francisca Javiera de Silva, x duquesa de Híjar, xii duquesa de Aliaga (1795-1818) \| Francisca Javiera de Silva, x duquesa de Híjar, xii duquesa de Aliaga (1795-1818) \| Francisca Javiera de Silva, x duquesa de Híjar, xii duquesa de Aliaga (1795-1818) \| \| \| Cayetano de Silva, xii duque de Híjar (1805-1865) \| Cayetano de Silva, xii duque de Híjar (1805-1865) \| Cayetano de Silva, xii duque de Híjar (1805-1865) \| Cayetano de Silva, xii duque de Híjar (1805-1865) \| Cayetano de Silva, xii duque de Híjar (1805-1865) \| Cayetano de Silva, xii duque de Híjar (1805-1865) \| \| \| Andrés Avelino de Silva, xiv duque de Aliaga (1806-1885) \| Andrés Avelino de Silva, xiv duque de Aliaga (1806-1885) \| Andrés Avelino de Silva, xiv duque de Aliaga (1806-1885) \| Andrés Avelino de Silva, xiv duque de Aliaga (1806-1885) \| Andrés Avelino de Silva, xiv duque de Aliaga (1806-1885) \| Andrés Avelino de Silva, xiv duque de Aliaga (1806-1885) \| \| \| \| \| \| \| \| \| \| \| \| \| \| \| \| \| \| \| \| \| \| \| \| \| \| \| \| \| \| Agustín de Silva, xiii duque de Híjar (1822-1872) \| Agustín de Silva, xiii duque de Híjar (1822-1872) \| Agustín de Silva, xiii duque de Híjar (1822-1872) \| Agustín de Silva, xiii duque de Híjar (1822-1872) \| Agustín de Silva, xiii duque de Híjar (1822-1872) \| Agustín de Silva, xiii duque de Híjar (1822-1872) \| \| \| Alfonso de Silva, xiv duque de Híjar, xv duque de Aliaga (1848-1929) \| Alfonso de Silva, xiv duque de Híjar, xv duque de Aliaga (1848-1929) \| Alfonso de Silva, xiv duque de Híjar, xv duque de Aliaga (1848-1929) \| Alfonso de Silva, xiv duque de Híjar, xv duque de Aliaga (1848-1929) \| Alfonso de Silva, xiv duque de Híjar, xv duque de Aliaga (1848-1929) \| Alfonso de Silva, xiv duque de Híjar, xv duque de Aliaga (1848-1929) \| \| \| \| \| \| \| \| \| \| \| \| \| \| \| \| \| \| \| \| \| \| \| \| \| \| \| \| \| \| Agustín de Silva, xiii duque de Híjar (1822-1872) \| Agustín de Silva, xiii duque de Híjar (1822-1872) \| Agustín de Silva, xiii duque de Híjar (1822-1872) \| Agustín de Silva, xiii duque de Híjar (1822-1872) \| Agustín de Silva, xiii duque de Híjar (1822-1872) \| Agustín de Silva, xiii duque de Híjar (1822-1872) \| \| \| Alfonso de Silva, xiv duque de Híjar, xv duque de Aliaga (1848-1929) \| Alfonso de Silva, xiv duque de Híjar, xv duque de Aliaga (1848-1929) \| Alfonso de Silva, xiv duque de Híjar, xv duque de Aliaga (1848-1929) \| Alfonso de Silva, xiv duque de Híjar, xv duque de Aliaga (1848-1929) \| Alfonso de Silva, xiv duque de Híjar, xv duque de Aliaga (1848-1929) \| Alfonso de Silva, xiv duque de Híjar, xv duque de Aliaga (1848-1929) \| \| \| \| \| \| \| \| \| \| \| \| \| \| \| \| \| \| \| \| \| \| \| \| \| \| \| \| \| \| \| \| \| \| \| \| \| \| Alfonso de Silva, xv duque de Híjar, xvi duque de Aliaga (1877-1956) \| \| \| \| \| \| \| \| \| \| \| \| \| \| \| \| \| \| \| \| \| \| \| \| \| \| \| \| \| \| \| \| \| \| \| \| \| \| \| \| \| \| \| \| \| \| \| \| \| \| \| \| \| \| \| \| \| \| \| \| \| \| \| \| \| \| \| \| \| \| \| \| \| \| \| \| \| \| \| \| \| \| \| \| \| \| María del Rosario de Silva, duquesa de Alba (1900-1934) \| \| \| \| \| \| \| \| \| \| \| \| \| \| \| \| \| \| \| \| \| \| \| \| \| \| \| \| \| \| \| \| \| \| \| \| \| \| \| \| \| \| \| \| \| \| \| \| \| \| \| \| \| \| \| \| \| \| \| \| \| \| \| \| \| \| \| \| \| \| \| \| \| \| \| \| \| \| \| \| \| \| \| \| \| \| Cayetana Fitz-James Stuart, xviii duquesa de Alba, xvi duquesa de Híjar (1926-2014) \| \| \| \| \| \| \| \| \| \| \| \| \| \| \| \| \| \| \| \| \| \| \| \| \| \| \| \| \| \| \| \| \| \| \| \| \| \| \| \| \| \| \| \| \| \| \| \| \| \| \| \| \| \| \| \| \| \| \| \| \| \| \| \| \| \| \| \| \| \| \| \| \| \| \| \| \| \| \| \| \| \| \| \| \| \| \| \| \| \| \| \| \| \| \| \| \| \| \| \| \| \| \| \| \| \| \| \| \| \| \| \| \| \| \| \| \| \| \| \| \| \| \| \| \| \| \| \| \| Carlos Fitz-James Stuart, xix duque de Alba xiv duque de Huéscar (n. 1948) Con sucesión en la casa de Alba. \| Carlos Fitz-James Stuart, xix duque de Alba xiv duque de Huéscar (n. 1948) Con sucesión en la casa de Alba. \| Carlos Fitz-James Stuart, xix duque de Alba xiv duque de Huéscar (n. 1948) Con sucesión en la casa de Alba. \| Carlos Fitz-James Stuart, xix duque de Alba xiv duque de Huéscar (n. 1948) Con sucesión en la casa de Alba. \| Carlos Fitz-James Stuart, xix duque de Alba xiv duque de Huéscar (n. 1948) Con sucesión en la casa de Alba. \| Carlos Fitz-James Stuart, xix duque de Alba xiv duque de Huéscar (n. 1948) Con sucesión en la casa de Alba. \| \| \| Alfonso Martínez de Irujo, xvii duque de Híjar, xvii duque de Aliaga (n. 1950) \| Alfonso Martínez de Irujo, xvii duque de Híjar, xvii duque de Aliaga (n. 1950) \| Alfonso Martínez de Irujo, xvii duque de Híjar, xvii duque de Aliaga (n. 1950) \| Alfonso Martínez de Irujo, xvii duque de Híjar, xvii duque de Aliaga (n. 1950) \| Alfonso Martínez de Irujo, xvii duque de Híjar, xvii duque de Aliaga (n. 1950) \| Alfonso Martínez de Irujo, xvii duque de Híjar, xvii duque de Aliaga (n. 1950) \| \| \| \| \| \| \| \| \| \| \| \| \| \| \| \| \| \| \| \| \| \| \| \| \| \| \| \| \| \| Carlos Fitz-James Stuart, xix duque de Alba xiv duque de Huéscar (n. 1948) Con sucesión en la casa de Alba. \| Carlos Fitz-James Stuart, xix duque de Alba xiv duque de Huéscar (n. 1948) Con sucesión en la casa de Alba. \| Carlos Fitz-James Stuart, xix duque de Alba xiv duque de Huéscar (n. 1948) Con sucesión en la casa de Alba. \| Carlos Fitz-James Stuart, xix duque de Alba xiv duque de Huéscar (n. 1948) Con sucesión en la casa de Alba. \| Carlos Fitz-James Stuart, xix duque de Alba xiv duque de Huéscar (n. 1948) Con sucesión en la casa de Alba. \| Carlos Fitz-James Stuart, xix duque de Alba xiv duque de Huéscar (n. 1948) Con sucesión en la casa de Alba. \| \| \| Alfonso Martínez de Irujo, xvii duque de Híjar, xvii duque de Aliaga (n. 1950) \| Alfonso Martínez de Irujo, xvii duque de Híjar, xvii duque de Aliaga (n. 1950) \| Alfonso Martínez de Irujo, xvii duque de Híjar, xvii duque de Aliaga (n. 1950) \| Alfonso Martínez de Irujo, xvii duque de Híjar, xvii duque de Aliaga (n. 1950) \| Alfonso Martínez de Irujo, xvii duque de Híjar, xvii duque de Aliaga (n. 1950) \| Alfonso Martínez de Irujo, xvii duque de Híjar, xvii duque de Aliaga (n. 1950) \| \| \| \| \| \| \| \| \| \| \| \| \| \| \| \| \| \| \| \| \| \| \| \| \| \| \| \| \| \| \| \| \| \| \| \| \| \| Luis Martínez de Irujo y Hohenlohe-Langenburg (n. 1978) \| \| \| \| \| \| \| \| \| \| \| \| \| \| \| \| \| \| |                                                                                   |                                                                                   |                                                                                   |                                                                                   |                                                                                   |  |  |                                                                                            |                                                                           |                                                                           |                                                                           |                                                                           |                                                                           |  |  | | | | | | |  |  |                                                                                |                                                                                |                                                                                |                                                                                |                                                                                |                                                                                |  |  |  |  |  |  |  |  |  |  |  |  |
| |                                                                                   |                                                                                   |                                                                                   |                                                                                   |                                                                                   |  |  | Juan Fernández de Híjar, i duque de Híjar, i duque de Aliaga (1419-1493)                   |                                                                           |                                                                           |                                                                           |                                                                           |                                                                           |  |  | | | | | | |  |  |                                                                                |                                                                                |                                                                                |                                                                                |                                                                                |                                                                                |  |  |  |  |  |  |  |  |  |  |  |  |
| |                                                                                   |                                                                                   |                                                                                   |                                                                                   |                                                                                   |  |  |                                                                                            |                                                                           |                                                                           |                                                                           |                                                                           |                                                                           |  |  | | | | | | |  |  |                                                                                |                                                                                |                                                                                |                                                                                |                                                                                |                                                                                |  |  |  |  |  |  |  |  |  |  |  |  |
| |                                                                                   |                                                                                   |                                                                                   |                                                                                   |                                                                                   |  |  | Luis Fernández de Híjar, viii señor de Híjar, ii duque de Aliaga († 1517)                  |                                                                           |                                                                           |                                                                           |                                                                           |                                                                           |  |  | | | | | | |  |  |                                                                                |                                                                                |                                                                                |                                                                                |                                                                                |                                                                                |  |  |  |  |  |  |  |  |  |  |  |  |
| |                                                                                   |                                                                                   |                                                                                   |                                                                                   |                                                                                   |  |  |                                                                                            |                                                                           |                                                                           |                                                                           |                                                                           |                                                                           |  |  | | | | | | |  |  |                                                                                |                                                                                |                                                                                |                                                                                |                                                                                |                                                                                |  |  |  |  |  |  |  |  |  |  |  |  |
| |                                                                                   |                                                                                   |                                                                                   |                                                                                   |                                                                                   |  |  | Luis Fernández de Híjar, ii conde de Belchite († 1509)                                     |                                                                           |                                                                           |                                                                           |                                                                           |                                                                           |  |  | | | | | | |  |  |                                                                                |                                                                                |                                                                                |                                                                                |                                                                                |                                                                                |  |  |  |  |  |  |  |  |  |  |  |  |
| |                                                                                   |                                                                                   |                                                                                   |                                                                                   |                                                                                   |  |  |                                                                                            |                                                                           |                                                                           |                                                                           |                                                                           |                                                                           |  |  | | | | | | |  |  |                                                                                |                                                                                |                                                                                |                                                                                |                                                                                |                                                                                |  |  |  |  |  |  |  |  |  |  |  |  |
| |                                                                                   |                                                                                   |                                                                                   |                                                                                   |                                                                                   |  |  | Luis Fernández de Híjar, ix señor de Híjar, iii duque de Aliaga (1517-1554)                |                                                                           |                                                                           |                                                                           |                                                                           |                                                                           |  |  | | | | | | |  |  |                                                                                |                                                                                |                                                                                |                                                                                |                                                                                |                                                                                |  |  |  |  |  |  |  |  |  |  |  |  |
| |                                                                                   |                                                                                   |                                                                                   |                                                                                   |                                                                                   |  |  |                                                                                            |                                                                           |                                                                           |                                                                           |                                                                           |                                                                           |  |  | | | | | | |  |  |                                                                                |                                                                                |                                                                                |                                                                                |                                                                                |                                                                                |  |  |  |  |  |  |  |  |  |  |  |  |
| |                                                                                   |                                                                                   |                                                                                   |                                                                                   |                                                                                   |  |  | Juan Francisco Fernández de Híjar, ii duque de Híjar, iv duque de Aliaga (1552-1614)       |                                                                           |                                                                           |                                                                           |                                                                           |                                                                           |  |  | | | | | | |  |  |                                                                                |                                                                                |                                                                                |                                                                                |                                                                                |                                                                                |  |  |  |  |  |  |  |  |  |  |  |  |
| |                                                                                   |                                                                                   |                                                                                   |                                                                                   |                                                                                   |  |  |                                                                                            |                                                                           |                                                                           |                                                                           |                                                                           |                                                                           |  |  | | | | | | |  |  |                                                                                |                                                                                |                                                                                |                                                                                |                                                                                |                                                                                |  |  |  |  |  |  |  |  |  |  |  |  |
| |                                                                                   |                                                                                   |                                                                                   |                                                                                   |                                                                                   |  |  | Isabel Margarita Fernández de Híjar, iii duquesa de Híjar, v duquesa de Aliaga (1603-1642) |                                                                           |                                                                           |                                                                           |                                                                           |                                                                           |  |  | | | | | | |  |  |                                                                                |                                                                                |                                                                                |                                                                                |                                                                                |                                                                                |  |  |  |  |  |  |  |  |  |  |  |  |
| |                                                                                   |                                                                                   |                                                                                   |                                                                                   |                                                                                   |  |  |                                                                                            |                                                                           |                                                                           |                                                                           |                                                                           |                                                                           |  |  | | | | | | |  |  |                                                                                |                                                                                |                                                                                |                                                                                |                                                                                |                                                                                |  |  |  |  |  |  |  |  |  |  |  |  |
| |                                                                                   |                                                                                   |                                                                                   |                                                                                   |                                                                                   |  |  | Jaime Francisco Fernández de Hijar, iv duque de Híjar, vi duque de Aliaga (1625-1700)      |                                                                           |                                                                           |                                                                           |                                                                           |                                                                           |  |  | | | | | | |  |  |                                                                                |                                                                                |                                                                                |                                                                                |                                                                                |                                                                                |  |  |  |  |  |  |  |  |  |  |  |  |
| |                                                                                   |                                                                                   |                                                                                   |                                                                                   |                                                                                   |  |  |                                                                                            |                                                                           |                                                                           |                                                                           |                                                                           |                                                                           |  |  | | | | | | |  |  |                                                                                |                                                                                |                                                                                |                                                                                |                                                                                |                                                                                |  |  |  |  |  |  |  |  |  |  |  |  |
| |                                                                                   |                                                                                   |                                                                                   |                                                                                   |                                                                                   |  |  | Juana Petronila de Silva, v duquesa de Híjar, vii duquesa de Aliaga (1669-1710)            |                                                                           |                                                                           |                                                                           |                                                                           |                                                                           |  |  | | | | | | |  |  |                                                                                |                                                                                |                                                                                |                                                                                |                                                                                |                                                                                |  |  |  |  |  |  |  |  |  |  |  |  |
| |                                                                                   |                                                                                   |                                                                                   |                                                                                   |                                                                                   |  |  |                                                                                            |                                                                           |                                                                           |                                                                           |                                                                           |                                                                           |  |  | | | | | | |  |  |                                                                                |                                                                                |                                                                                |                                                                                |                                                                                |                                                                                |  |  |  |  |  |  |  |  |  |  |  |  |
| |                                                                                   |                                                                                   |                                                                                   |                                                                                   |                                                                                   |  |  | Isidoro Francisco Fernández de Híjar, vi duque de Híjar, viii duque de Aliaga (1690-1749)  |                                                                           |                                                                           |                                                                           |                                                                           |                                                                           |  |  | | | | | | |  |  |                                                                                |                                                                                |                                                                                |                                                                                |                                                                                |                                                                                |  |  |  |  |  |  |  |  |  |  |  |  |
| |                                                                                   |                                                                                   |                                                                                   |                                                                                   |                                                                                   |  |  |                                                                                            |                                                                           |                                                                           |                                                                           |                                                                           |                                                                           |  |  | | | | | | |  |  |                                                                                |                                                                                |                                                                                |                                                                                |                                                                                |                                                                                |  |  |  |  |  |  |  |  |  |  |  |  |
| |                                                                                   |                                                                                   |                                                                                   |                                                                                   |                                                                                   |  |  | Joaquín Diego de Silva, vii duque de Híjar, ix duque de Aliaga (1721-1758)                 |                                                                           |                                                                           |                                                                           |                                                                           |                                                                           |  |  | | | | | | |  |  |                                                                                |                                                                                |                                                                                |                                                                                |                                                                                |                                                                                |  |  |  |  |  |  |  |  |  |  |  |  |
| |                                                                                   |                                                                                   |                                                                                   |                                                                                   |                                                                                   |  |  |                                                                                            |                                                                           |                                                                           |                                                                           |                                                                           |                                                                           |  |  | | | | | | |  |  |                                                                                |                                                                                |                                                                                |                                                                                |                                                                                |                                                                                |  |  |  |  |  |  |  |  |  |  |  |  |
| |                                                                                   |                                                                                   |                                                                                   |                                                                                   |                                                                                   |  |  | Pedro de Alcántara Fernández de Híjar, viii duque de Híjar, x duque de Aliaga (1741-1808)  |                                                                           |                                                                           |                                                                           |                                                                           |                                                                           |  |  | | | | | | |  |  |                                                                                |                                                                                |                                                                                |                                                                                |                                                                                |                                                                                |  |  |  |  |  |  |  |  |  |  |  |  |
| |                                                                                   |                                                                                   |                                                                                   |                                                                                   |                                                                                   |  |  |                                                                                            |                                                                           |                                                                           |                                                                           |                                                                           |                                                                           |  |  | | | | | | |  |  |                                                                                |                                                                                |                                                                                |                                                                                |                                                                                |                                                                                |  |  |  |  |  |  |  |  |  |  |  |  |
| |                                                                                   |                                                                                   |                                                                                   |                                                                                   |                                                                                   |  |  |                                                                                            |                                                                           |                                                                           |                                                                           |                                                                           |                                                                           |  |  | | | | | | |  |  |                                                                                |                                                                                |                                                                                |                                                                                |                                                                                |                                                                                |  |  |  |  |  |  |  |  |  |  |  |  |
| Agustín de Silva, ix duque de Híjar, xi duque de Aliaga (1773-1817) | Agustín de Silva, ix duque de Híjar, xi duque de Aliaga (1773-1817)               | Agustín de Silva, ix duque de Híjar, xi duque de Aliaga (1773-1817)               | Agustín de Silva, ix duque de Híjar, xi duque de Aliaga (1773-1817)               | Agustín de Silva, ix duque de Híjar, xi duque de Aliaga (1773-1817)               | Agustín de Silva, ix duque de Híjar, xi duque de Aliaga (1773-1817)               |  |  | José Rafael de Silva, xi duque de Híjar, xiii duque de Aliaga (1776-1863)                  | José Rafael de Silva, xi duque de Híjar, xiii duque de Aliaga (1776-1863) | José Rafael de Silva, xi duque de Híjar, xiii duque de Aliaga (1776-1863) | José Rafael de Silva, xi duque de Híjar, xiii duque de Aliaga (1776-1863) | José Rafael de Silva, xi duque de Híjar, xiii duque de Aliaga (1776-1863) | José Rafael de Silva, xi duque de Híjar, xiii duque de Aliaga (1776-1863) |  |  | | | | | | |  |  |                                                                                |                                                                                |                                                                                |                                                                                |                                                                                |                                                                                |  |  |  |  |  |  |  |  |  |  |  |  |
| Agustín de Silva, ix duque de Híjar, xi duque de Aliaga (1773-1817) | Agustín de Silva, ix duque de Híjar, xi duque de Aliaga (1773-1817)               | Agustín de Silva, ix duque de Híjar, xi duque de Aliaga (1773-1817)               | Agustín de Silva, ix duque de Híjar, xi duque de Aliaga (1773-1817)               | Agustín de Silva, ix duque de Híjar, xi duque de Aliaga (1773-1817)               | Agustín de Silva, ix duque de Híjar, xi duque de Aliaga (1773-1817)               |  |  | José Rafael de Silva, xi duque de Híjar, xiii duque de Aliaga (1776-1863)                  | José Rafael de Silva, xi duque de Híjar, xiii duque de Aliaga (1776-1863) | José Rafael de Silva, xi duque de Híjar, xiii duque de Aliaga (1776-1863) | José Rafael de Silva, xi duque de Híjar, xiii duque de Aliaga (1776-1863) | José Rafael de Silva, xi duque de Híjar, xiii duque de Aliaga (1776-1863) | José Rafael de Silva, xi duque de Híjar, xiii duque de Aliaga (1776-1863) |  |  | | | | | | |  |  |                                                                                |                                                                                |                                                                                |                                                                                |                                                                                |                                                                                |  |  |  |  |  |  |  |  |  |  |  |  |
| |                                                                                   |                                                                                   |                                                                                   |                                                                                   |                                                                                   |  |  |                                                                                            |                                                                           |                                                                           |                                                                           |                                                                           |                                                                           |  |  | | | | | | |  |  |                                                                                |                                                                                |                                                                                |                                                                                |                                                                                |                                                                                |  |  |  |  |  |  |  |  |  |  |  |  |
| Francisca Javiera de Silva, x duquesa de Híjar, xii duquesa de Aliaga (1795-1818) | Francisca Javiera de Silva, x duquesa de Híjar, xii duquesa de Aliaga (1795-1818) | Francisca Javiera de Silva, x duquesa de Híjar, xii duquesa de Aliaga (1795-1818) | Francisca Javiera de Silva, x duquesa de Híjar, xii duquesa de Aliaga (1795-1818) | Francisca Javiera de Silva, x duquesa de Híjar, xii duquesa de Aliaga (1795-1818) | Francisca Javiera de Silva, x duquesa de Híjar, xii duquesa de Aliaga (1795-1818) |  |  | Cayetano de Silva, xii duque de Híjar (1805-1865)                                          | Cayetano de Silva, xii duque de Híjar (1805-1865)                         | Cayetano de Silva, xii duque de Híjar (1805-1865)                         | Cayetano de Silva, xii duque de Híjar (1805-1865)                         | Cayetano de Silva, xii duque de Híjar (1805-1865)                         | Cayetano de Silva, xii duque de Híjar (1805-1865)                         |  |  | Andrés Avelino de Silva, xiv duque de Aliaga (1806-1885)                                                    | Andrés Avelino de Silva, xiv duque de Aliaga (1806-1885)                                                    | Andrés Avelino de Silva, xiv duque de Aliaga (1806-1885)                                                    | Andrés Avelino de Silva, xiv duque de Aliaga (1806-1885)                                                    | Andrés Avelino de Silva, xiv duque de Aliaga (1806-1885)                                                    | Andrés Avelino de Silva, xiv duque de Aliaga (1806-1885)                                                    |  |  |                                                                                |                                                                                |                                                                                |                                                                                |                                                                                |                                                                                |  |  |  |  |  |  |  |  |  |  |  |  |
| Francisca Javiera de Silva, x duquesa de Híjar, xii duquesa de Aliaga (1795-1818) | Francisca Javiera de Silva, x duquesa de Híjar, xii duquesa de Aliaga (1795-1818) | Francisca Javiera de Silva, x duquesa de Híjar, xii duquesa de Aliaga (1795-1818) | Francisca Javiera de Silva, x duquesa de Híjar, xii duquesa de Aliaga (1795-1818) | Francisca Javiera de Silva, x duquesa de Híjar, xii duquesa de Aliaga (1795-1818) | Francisca Javiera de Silva, x duquesa de Híjar, xii duquesa de Aliaga (1795-1818) |  |  | Cayetano de Silva, xii duque de Híjar (1805-1865)                                          | Cayetano de Silva, xii duque de Híjar (1805-1865)                         | Cayetano de Silva, xii duque de Híjar (1805-1865)                         | Cayetano de Silva, xii duque de Híjar (1805-1865)                         | Cayetano de Silva, xii duque de Híjar (1805-1865)                         | Cayetano de Silva, xii duque de Híjar (1805-1865)                         |  |  | Andrés Avelino de Silva, xiv duque de Aliaga (1806-1885)                                                    | Andrés Avelino de Silva, xiv duque de Aliaga (1806-1885)                                                    | Andrés Avelino de Silva, xiv duque de Aliaga (1806-1885)                                                    | Andrés Avelino de Silva, xiv duque de Aliaga (1806-1885)                                                    | Andrés Avelino de Silva, xiv duque de Aliaga (1806-1885)                                                    | Andrés Avelino de Silva, xiv duque de Aliaga (1806-1885)                                                    |  |  |                                                                                |                                                                                |                                                                                |                                                                                |                                                                                |                                                                                |  |  |  |  |  |  |  |  |  |  |  |  |
| |                                                                                   |                                                                                   |                                                                                   |                                                                                   |                                                                                   |  |  | Agustín de Silva, xiii duque de Híjar (1822-1872)                                          | Agustín de Silva, xiii duque de Híjar (1822-1872)                         | Agustín de Silva, xiii duque de Híjar (1822-1872)                         | Agustín de Silva, xiii duque de Híjar (1822-1872)                         | Agustín de Silva, xiii duque de Híjar (1822-1872)                         | Agustín de Silva, xiii duque de Híjar (1822-1872)                         |  |  | Alfonso de Silva, xiv duque de Híjar, xv duque de Aliaga (1848-1929)                                        | Alfonso de Silva, xiv duque de Híjar, xv duque de Aliaga (1848-1929)                                        | Alfonso de Silva, xiv duque de Híjar, xv duque de Aliaga (1848-1929)                                        | Alfonso de Silva, xiv duque de Híjar, xv duque de Aliaga (1848-1929)                                        | Alfonso de Silva, xiv duque de Híjar, xv duque de Aliaga (1848-1929)                                        | Alfonso de Silva, xiv duque de Híjar, xv duque de Aliaga (1848-1929)                                        |  |  |                                                                                |                                                                                |                                                                                |                                                                                |                                                                                |                                                                                |  |  |  |  |  |  |  |  |  |  |  |  |
| |                                                                                   |                                                                                   |                                                                                   |                                                                                   |                                                                                   |  |  | Agustín de Silva, xiii duque de Híjar (1822-1872)                                          | Agustín de Silva, xiii duque de Híjar (1822-1872)                         | Agustín de Silva, xiii duque de Híjar (1822-1872)                         | Agustín de Silva, xiii duque de Híjar (1822-1872)                         | Agustín de Silva, xiii duque de Híjar (1822-1872)                         | Agustín de Silva, xiii duque de Híjar (1822-1872)                         |  |  | Alfonso de Silva, xiv duque de Híjar, xv duque de Aliaga (1848-1929)                                        | Alfonso de Silva, xiv duque de Híjar, xv duque de Aliaga (1848-1929)                                        | Alfonso de Silva, xiv duque de Híjar, xv duque de Aliaga (1848-1929)                                        | Alfonso de Silva, xiv duque de Híjar, xv duque de Aliaga (1848-1929)                                        | Alfonso de Silva, xiv duque de Híjar, xv duque de Aliaga (1848-1929)                                        | Alfonso de Silva, xiv duque de Híjar, xv duque de Aliaga (1848-1929)                                        |  |  |                                                                                |                                                                                |                                                                                |                                                                                |                                                                                |                                                                                |  |  |  |  |  |  |  |  |  |  |  |  |
| |                                                                                   |                                                                                   |                                                                                   |                                                                                   |                                                                                   |  |  |                                                                                            |                                                                           |                                                                           |                                                                           |                                                                           |                                                                           |  |  | Alfonso de Silva, xv duque de Híjar, xvi duque de Aliaga (1877-1956)                                        | | | | | |  |  |                                                                                |                                                                                |                                                                                |                                                                                |                                                                                |                                                                                |  |  |  |  |  |  |  |  |  |  |  |  |
| |                                                                                   |                                                                                   |                                                                                   |                                                                                   |                                                                                   |  |  |                                                                                            |                                                                           |                                                                           |                                                                           |                                                                           |                                                                           |  |  | | | | | | |  |  |                                                                                |                                                                                |                                                                                |                                                                                |                                                                                |                                                                                |  |  |  |  |  |  |  |  |  |  |  |  |
| |                                                                                   |                                                                                   |                                                                                   |                                                                                   |                                                                                   |  |  |                                                                                            |                                                                           |                                                                           |                                                                           |                                                                           |                                                                           |  |  | María del Rosario de Silva, duquesa de Alba (1900-1934)                                                     | | | | | |  |  |                                                                                |                                                                                |                                                                                |                                                                                |                                                                                |                                                                                |  |  |  |  |  |  |  |  |  |  |  |  |
| |                                                                                   |                                                                                   |                                                                                   |                                                                                   |                                                                                   |  |  |                                                                                            |                                                                           |                                                                           |                                                                           |                                                                           |                                                                           |  |  | | | | | | |  |  |                                                                                |                                                                                |                                                                                |                                                                                |                                                                                |                                                                                |  |  |  |  |  |  |  |  |  |  |  |  |
| |                                                                                   |                                                                                   |                                                                                   |                                                                                   |                                                                                   |  |  |                                                                                            |                                                                           |                                                                           |                                                                           |                                                                           |                                                                           |  |  | Cayetana Fitz-James Stuart, xviii duquesa de Alba, xvi duquesa de Híjar (1926-2014)                         | | | | | |  |  |                                                                                |                                                                                |                                                                                |                                                                                |                                                                                |                                                                                |  |  |  |  |  |  |  |  |  |  |  |  |
| |                                                                                   |                                                                                   |                                                                                   |                                                                                   |                                                                                   |  |  |                                                                                            |                                                                           |                                                                           |                                                                           |                                                                           |                                                                           |  |  | | | | | | |  |  |                                                                                |                                                                                |                                                                                |                                                                                |                                                                                |                                                                                |  |  |  |  |  |  |  |  |  |  |  |  |
| |                                                                                   |                                                                                   |                                                                                   |                                                                                   |                                                                                   |  |  |                                                                                            |                                                                           |                                                                           |                                                                           |                                                                           |                                                                           |  |  | | | | | | |  |  |                                                                                |                                                                                |                                                                                |                                                                                |                                                                                |                                                                                |  |  |  |  |  |  |  |  |  |  |  |  |
| |                                                                                   |                                                                                   |                                                                                   |                                                                                   |                                                                                   |  |  |                                                                                            |                                                                           |                                                                           |                                                                           |                                                                           |                                                                           |  |  | Carlos Fitz-James Stuart, xix duque de Alba xiv duque de Huéscar (n. 1948) Con sucesión en la casa de Alba. | Carlos Fitz-James Stuart, xix duque de Alba xiv duque de Huéscar (n. 1948) Con sucesión en la casa de Alba. | Carlos Fitz-James Stuart, xix duque de Alba xiv duque de Huéscar (n. 1948) Con sucesión en la casa de Alba. | Carlos Fitz-James Stuart, xix duque de Alba xiv duque de Huéscar (n. 1948) Con sucesión en la casa de Alba. | Carlos Fitz-James Stuart, xix duque de Alba xiv duque de Huéscar (n. 1948) Con sucesión en la casa de Alba. | Carlos Fitz-James Stuart, xix duque de Alba xiv duque de Huéscar (n. 1948) Con sucesión en la casa de Alba. |  |  | Alfonso Martínez de Irujo, xvii duque de Híjar, xvii duque de Aliaga (n. 1950) | Alfonso Martínez de Irujo, xvii duque de Híjar, xvii duque de Aliaga (n. 1950) | Alfonso Martínez de Irujo, xvii duque de Híjar, xvii duque de Aliaga (n. 1950) | Alfonso Martínez de Irujo, xvii duque de Híjar, xvii duque de Aliaga (n. 1950) | Alfonso Martínez de Irujo, xvii duque de Híjar, xvii duque de Aliaga (n. 1950) | Alfonso Martínez de Irujo, xvii duque de Híjar, xvii duque de Aliaga (n. 1950) |  |  |  |  |  |  |  |  |  |  |  |  |
| |                                                                                   |                                                                                   |                                                                                   |                                                                                   |                                                                                   |  |  |                                                                                            |                                                                           |                                                                           |                                                                           |                                                                           |                                                                           |  |  | Carlos Fitz-James Stuart, xix duque de Alba xiv duque de Huéscar (n. 1948) Con sucesión en la casa de Alba. | Carlos Fitz-James Stuart, xix duque de Alba xiv duque de Huéscar (n. 1948) Con sucesión en la casa de Alba. | Carlos Fitz-James Stuart, xix duque de Alba xiv duque de Huéscar (n. 1948) Con sucesión en la casa de Alba. | Carlos Fitz-James Stuart, xix duque de Alba xiv duque de Huéscar (n. 1948) Con sucesión en la casa de Alba. | Carlos Fitz-James Stuart, xix duque de Alba xiv duque de Huéscar (n. 1948) Con sucesión en la casa de Alba. | Carlos Fitz-James Stuart, xix duque de Alba xiv duque de Huéscar (n. 1948) Con sucesión en la casa de Alba. |  |  | Alfonso Martínez de Irujo, xvii duque de Híjar, xvii duque de Aliaga (n. 1950) | Alfonso Martínez de Irujo, xvii duque de Híjar, xvii duque de Aliaga (n. 1950) | Alfonso Martínez de Irujo, xvii duque de Híjar, xvii duque de Aliaga (n. 1950) | Alfonso Martínez de Irujo, xvii duque de Híjar, xvii duque de Aliaga (n. 1950) | Alfonso Martínez de Irujo, xvii duque de Híjar, xvii duque de Aliaga (n. 1950) | Alfonso Martínez de Irujo, xvii duque de Híjar, xvii duque de Aliaga (n. 1950) |  |  |  |  |  |  |  |  |  |  |  |  |
| |                                                                                   |                                                                                   |                                                                                   |                                                                                   |                                                                                   |  |  |                                                                                            |                                                                           |                                                                           |                                                                           |                                                                           |                                                                           |  |  | | | | | | |  |  | Luis Martínez de Irujo y Hohenlohe-Langenburg (n. 1978)                        |                                                                                |                                                                                |                                                                                |                                                                                |                                                                                |  |  |  |  |  |  |  |  |  |  |  |  |